# برونو نغوتي
برونو نغوتي (بالفرنسية: Bruno N'Gotty) (10 يونيو 1971 في ليون) لاعب كرة قدم فرنسي ذو أصول كاميرونية يلعب حاليا لصالح نادي ليستر سيتي الإنجليزي في مركز قلب الدفاع .

## المسيرة الرياضية مع الأندية

### ليون
بدأ نغوتي مسيرته الرياضية في نادي ليون موسم 1988-1989 حتى موسم 1994-1995 . خلال هذه الفترة لعب نغوتي في 143 مباراة في بطولة دوري الدرجة الأولى مسجلا 10 أهداف .

### باريس سان جيرمان
انتقل نغوتي من نادي ليون إلى نادي باريس سان جيرمان في صيف سنة 1995 وساهم في فوز الفريق ببطولة كأس أبطال الكؤوس الأوروبي سنة 1996 بتسجيله هدف المباراة الوحيد في مرمى نادي رابيد فيينا النمساوي . وفي السنة التالية ساهم في التأهل إلى المباراة النهائية ولكنه خسر من نادي برشلونة الإسباني 0-1 في هولندا .

### إيه سي ميلان
انتقل نغوتي من نادي باريس سان جيرمان إلى نادي إيه سي ميلان الإيطالي سنة 1998 وساهم في تحقيق بطولة دوري الدرجة الأولى موسم 1998-1999 . لعب بجانب باولو مالديني في مركز قلب الدفاع وتمت إعارته إلى نادي فينيتزيا الإيطالي في سنة 1999 حيث شارك في 16 مباراة .

### مرسيليا
بعد قضائه فترة قصيرة في نادي إيه سي ميلان قرر العودة إلى فرنسا والانضمام إلى نادي مرسيليا ولكنه كان قرار خاطئ حيث لم يبق فيه سوى موسم واحد مشاركا في 31 مباراة .

### بولتون واندررز
تقدم نادي بولتون واندررز بعرض رسمي لاستعارة نغوتي من نادي مرسيليا ولكن اللاعب رفض وعندما كرر النادي الإنجليزي طلبه وافق نغوتي على الانتقال لمدة نصف موسم . أول مباراة رسمية له كانت أمام نادي بلاكبيرن روفرز وانتهت بالتعادل الإيجابي 1-1 في 19 سبتمبر 2001 . لم يستطع تسجيل أول أهدافه إلا بعد مرور 7 أشهر وهو هدفه الوحيد في ذلك الموسم وكان في مرمى نادي إيفرتون وانتهت المباراة بالخسارة 1-3 . بعدما قدم أداء عالي المستوى قرر مسئولو نادي بولتون واندررز تحويل عقد الإعارة إلى عقد دائم في يناير 2002 . كان نغوتي اللاعب الذي يرجح كفة الفريق لتحقيق نتيجة الفوز . في الموسم الجديد لم يكن فأل خير عليه حيث حصل على بطاقتين صفراوين وبطاقة حمراء واحدة في أول 6 مباريات مما تم اعتبارها بداية سيئة . بعد مرور هذه المرحلة المحبطة استطاع نغوتي استرجاع مركزه الأساسي في التشكيلة واختاره مشجعو النادي أفضل لاعب في موسم 2004-2005 . لقد كان يرغب في إنهاء مسيرته الرياضية كلاعب على ملعب ريبوك ولكن المدير الفني الإنجليزي سام ألارديس قرر تخفيض معدل أعمار الفريق وبالتالي تم فسخ العقد الذي كان يربط بينهما في مايو 2006 .

### برمنغهام سيتي
وقع نغوتي لصالح نادي برمنغهام سيتي الإنجليزي في 6 يوليو واستطاع أن يساهم في احتلال الفريق المركز الثاني في دوري بطولة كرة القدم وأن يصعد به إلى الدوري الممتاز وفضل أن لا يجدد العقد معهم .

### ليستر سيتي
في 4 يونيو 2007 انتقل إلى نادي ليستر سيتي الإنجليزي مجانا موقعا على عقد يمتد لموسمين . كشف رئيس نادي ليستر سيتي ميلان مانداريتش في 27 سبتمبر أن التعاقد مع نغوتي تم بناء على رغبته وليس رغبة المدير الفني مارتن ألين . تم اختيار نغوتي ضمن أفضل فريق للمرحلة في بطولة دوري بطولة كرة القدم بعدما قدم أداء باهر أمام فريق ستوك سيتي وانتهت المباراة بالتعادل الإيجابي 1-1 في 29 سبتمبر . في 12 يناير 2008 شارك نغوتي في مباراته رقم 500 في مسيرته الرياضية أمام نادي كوفينتري سيتي وانتهت بفوز نادي ليستر سيتي 2-0 . في 25 سبتمبر 2008 انضم نغوتي إلى نادي هيريفورد بالإعارة لمدة شهر واحد وشارك في أول مباراة أمام نادي ليدز يونايتد وانتهت بالخسارة 0-1 . في 25 أكتوبر تم تمديد عقد الإعارة لشهر آخر ولكن حينها تعرض نغوتي لإصابة خطيرة في وتر أخيل في المباراة أمام بيتيربوروه .

## المسيرة الرياضية مع المنتخبات
على الرغم من توقع أغلبية المتتبعين بأن مسيرة نغوتي الدولية ستكون ناجحة إلا أنه خيب آمالهم فلم يشارك سوى في 6 مباريات دولية مع منتخب فرنسا . وكانت مباراته الدولية الأولى في 17 أغسطس 1994 أمام منتخب الجمهورية التشيكية وديا وكان بصحبة زين الدين زيدان وليليان تورام وانتهت المباراة بالتعادل الإيجابي 2-2 . استطاع زيدان وتورام إبهار المدرب آنذاك إيمي جاكيه ولكن نغوتي فشل في ذلك ولعب خمس مباريات أخرى حتى سنة 1997 .

## روابط خارجية
- برونو نغوتي على موقع الاتحاد الأوربي (الإنجليزية)
- برونو نغوتي على موقع قاعدة بيانات كرة القدم.إي يو (الإنجليزية)
- برونو نغوتي على موقع ليكيب (الفرنسية)
- برونو نغوتي على موقع ناشيونال فوتبول تيمز (الإنجليزية)
- برونو نغوتي على موقع Soccerbase.com (لاعب) (الإنجليزية)
- برونو نغوتي على موقع عالم كرة القدم.نت (الإنجليزية)